# Eberhard Emil von Georgii-Georgenau
Eberhard Emil von Georgii-Georgenau (* 3. Juni 1848 in Stuttgart; † 26. März 1927 in Genf) war ein württembergischer Genealoge.
Eberhard Emil von Georgii-Georgenau war ein Sohn des Bankiers Emil Wilhelm von Georgii-Georgenau (1820–1894) und seiner Ehefrau Sophie Emilie von Gärttner (1826–1892), Tochter des württembergischen Finanzministers Karl von Gärttner.
Mit seinen Büchern Fürstlich württembergisch Dienerbuch vom IX. bis zum XIX. Jahrhundert (1877) und Biographisch-genealogische Blätter aus und über Schwaben (1879) publizierte er wichtige Werke für die genealogische Forschung in Württemberg.
Er war auch königlich griechischer Generalkonsul für Württemberg.

## Veröffentlichungen
- Fürstlich württembergisch Dienerbuch vom IX. bis zum XIX. Jahrhundert. Simon, Stuttgart 1877 (Digitalisat)[2]
- Biographisch-genealogische Blätter aus und über Schwaben. Müller, Stuttgart 1879 (Digitalisat)[3]
- Der begehrliche französische Grenznachbar oder Deutschlands Schwäche und Deutschlands Erhebung. Erinnerungen aus der Geschichte des alten und neuen deutschen Reiches. Grüninger, Stuttgart 1880
- Interessante Schriftstücke aus den Jahren 1789 bis 1795, dargeboten zur Beurteilung der Feier des hundertjährigen Gedenktages der grossen französischen Revolution von 1789 und den Bewohnern der Paläste und Hütten gewidmet. Grüninger, Stuttgart 1888 (Digitalisat)
- Zweihundert hochachtbare Württemberger und unter ihnen weltberühmte. Auszug aus dem im Jahre 1801 von Seybold verfaßten Historienbüchlein; der Jugend zur Stärkung der Vaterlandsliebe in Erinnerung gebracht. Grüninger, Stuttgart 1892.[4]